# Höhnhart
Höhnhart osztrák község Felső-Ausztria Braunau am Inn-i járásában. 2019 januárjában 1403 lakosa volt. 

## Elhelyezkedése

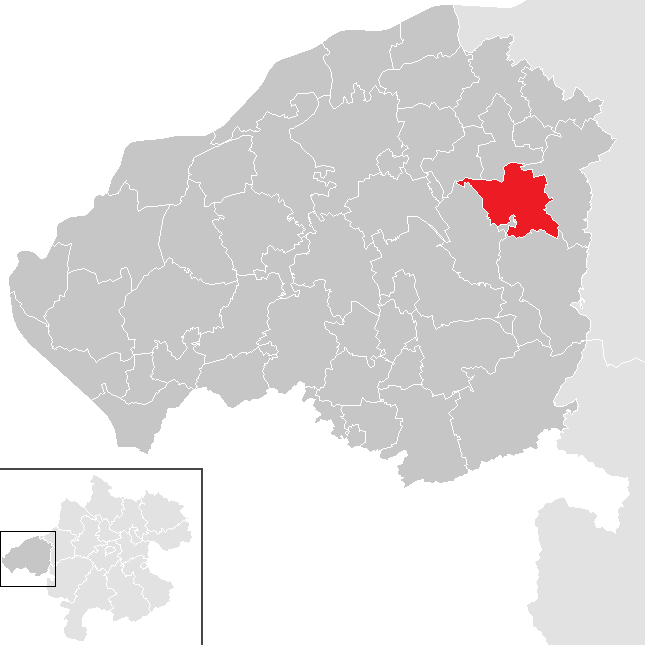
Höhnhart a Braunau am Inn-i járásban

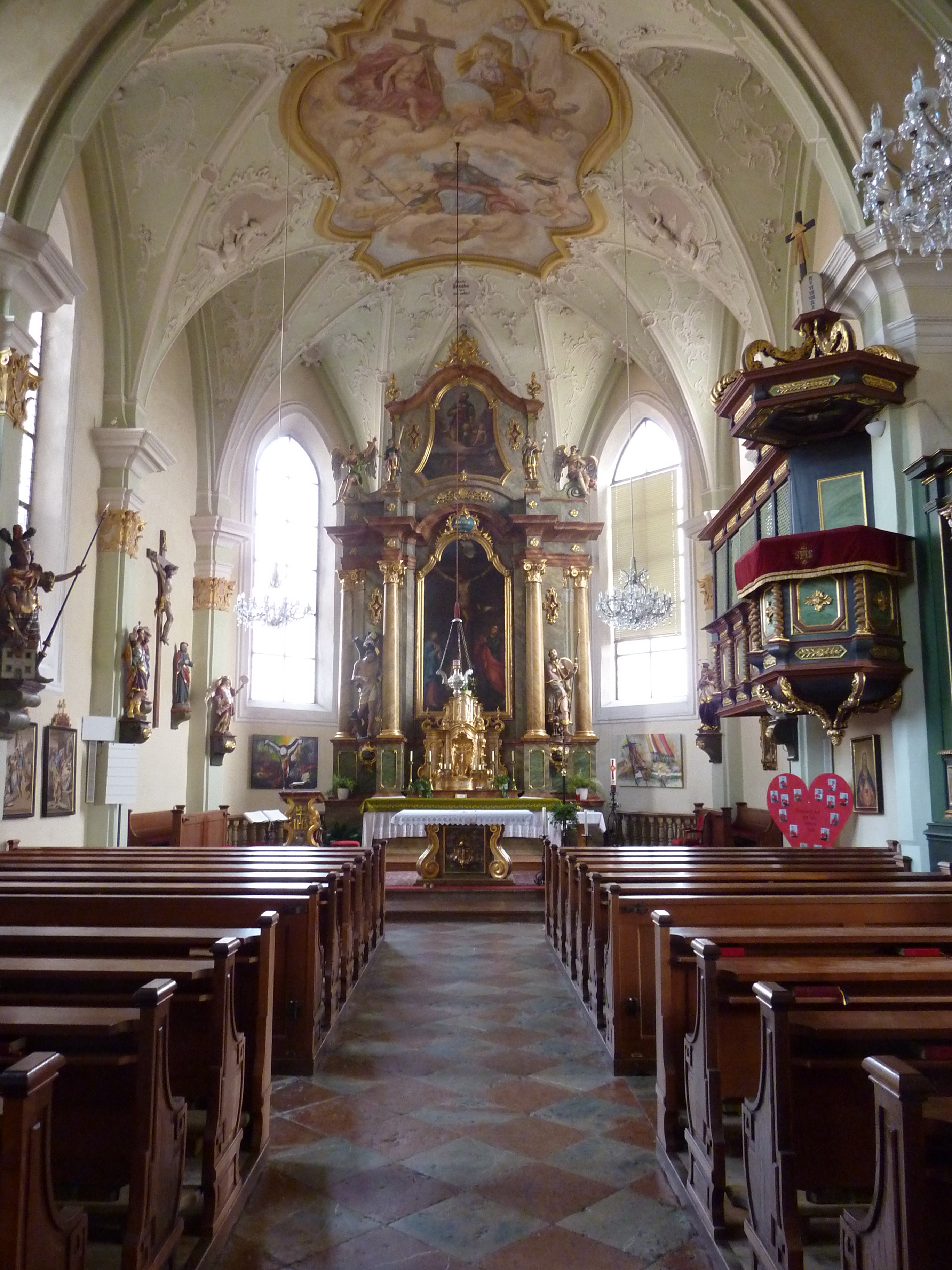
A templom belső tere

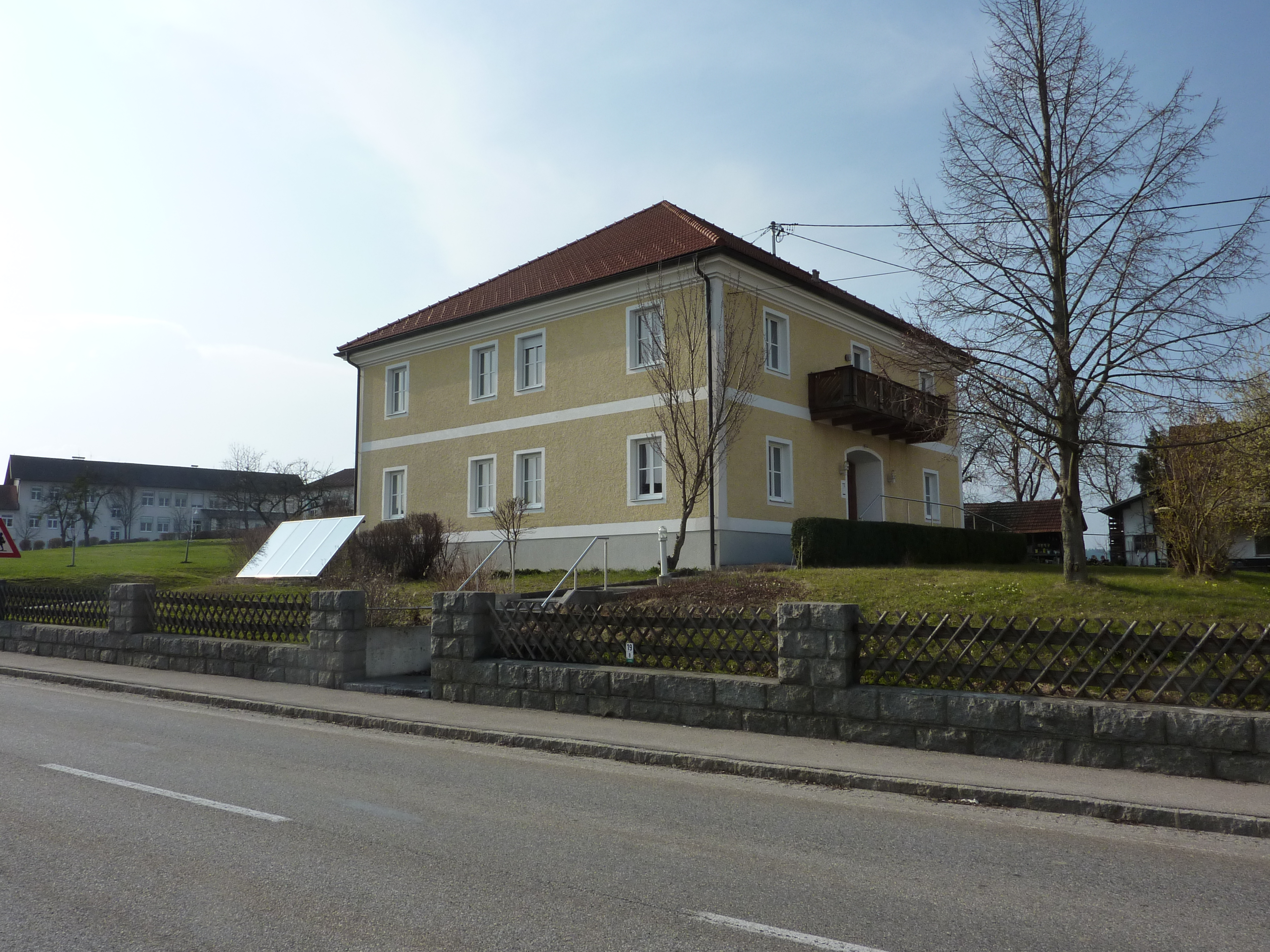
A katolikus plébánia

Höhnhart Felső-Ausztria Innviertel régiójában fekszik a Kobernaußerwald dombságának északi peremén, a St. Veiter Bach folyó mentén. Területének 29,1%-a erdő, 63,2% áll mezőgazdasági művelés alatt. Az önkormányzat 23 településrészt és falut egyesít: Aichbichl (17 lakos 2018-ban), Aigertsham (102), Ainetsreit (27), Außerleiten (44), Buchberg (6), Diepoltsham (47), Eden (11), Eitzing (18), Feichta (55), Haging (68), Herbstheim (228), Höhnhart (298), Hub (33), Leitrachstetten (55), Liedlschwandt (59), Miesenberg (27), Oberaichberg (21), Peretsdobl (24), Perwart (31), Stegmühl (110), Thalheim (53), Thannstraß (32) és Unteraichberg (37).
A környező önkormányzatok: északra Roßbach, északkeletre Aspach, délre Sankt Johann am Walde, délnyugatra Maria Schmolln, északnyugatra Treubach.

## Története
A községet 1934-ig Henhartnak hívták. Első említése 898-ból származik. A falu alapításától kezdve egészen 1779-ig Bajorországhoz tartozott, amikor azonban a bajor örökösödési háborút lezáró tescheni béke következtében a teljes Innviertel Ausztriához került át. A napóleoni háborúk során 1809-ben a régiót a franciákkal szövetséges Bajorország visszakapta, majd Napóleon bukása után ismét Ausztriáé lett.
A köztársaság 1918-as megalakulásakor Höhnhartot Felső-Ausztria tartományhoz sorolták. Miután Ausztria 1938-ban csatlakozott a Német Birodalomhoz, az Oberdonaui gau része lett. A második világháború után a község visszakerült Felső-Ausztriához.  

## Lakosság
A höhnharti önkormányzat területén 2019 januárjában 1403 fő élt. A lakosságszám 1961 óta többé-kevésbé egy szinten maradt. 2016-ban a helybeliek 96,2%-a volt osztrák állampolgár; a külföldiek közül 1,9% a régi (2004 előtti), 1,5% az új EU-tagállamokból érkezett. 2001-ben a lakosok 96,4%-a római katolikusnak, 2% pedig felekezeten kívülinek vallotta magát. 
A lakosság számának változása:

| 2016 | 1 409 |
| 2018 | 1 379 |

## Látnivalók
- a Szt. Jakab-plébániatemplom
- a valamikori höhnharti kastély ma szálloda
- a höhnharti síugrósánc (Borbet-Allianz-Arena)

## Fordítás
- Ez a szócikk részben vagy egészben  a   Höhnhart című német Wikipédia-szócikk ezen változatának fordításán alapul.  Az eredeti cikk szerkesztőit annak laptörténete sorolja fel. Ez a jelzés csupán a megfogalmazás eredetét és a szerzői jogokat jelzi, nem szolgál a cikkben szereplő információk forrásmegjelöléseként.